# Полянув (Свентокшиське воєводство)
Полянув (пол. Polanów) — село в Польщі, у гміні Самбожець Сандомирського повіту Свентокшиського воєводства.
Населення — 334 особи (2011).
У 1975-1998 роках село належало до Тарнобжезького воєводства.

## Демографія
Демографічна структура на день 31 березня 2011 року:
|          | Загалом | Допрацездатний вік | Працездатний вік | Постпрацездатний вік |
| -------- | ------- | ------------------ | ---------------- | -------------------- |
| Чоловіки | 168     | 30                 | 106              | 32                   |
| Жінки    | 166     | 29                 | 91               | 46                   |
| Разом    | 334     | 59                 | 197              | 78                   |